# Уилер, Джонни
Джонни Эдвард Уилер (англ. John Edward Wheeler; 26 июля 1928, Crosby, Мерсисайд — 16 ноября 2019) — английский футболист и футбольный тренер, играл на позиции крайнего полузащитника.

## Биография

### Клубная карьера
В течение пяти сезонов играл за команду из Третьего северного дивизиона «Транмир Роверс». В 1951 году перешёл в «Болтон Уондерерс», в котором преимущественно играл на позиции правого полузащитника. 3 января 1953 года в матче Первого дивизиона против «Блэкпула» оформил хет-трик за 10 минут — «Болтон» выиграл тот матч со счётом 4:0. 2 мая 1953 года играл в легендарном финале Кубка Англии против «Блэкпула». Тот матч вошёл в историю как «Финал Мэтьюза». Стэнли Мэтьюз оформил в том матче хет-трик и «Блэкпул» выиграл матч со счётом 4:3, проигрывая по ходу матча со счётом 3:1. Всего за «странников» во всех турнирах сыграл 205 матчей и забил 18 голов.
В 1956 году Уилер перешёл в клуб Второго дивизиона «Ливерпуль». Главный тренер «красных» Фил Тейлор был доволен подписанием игрока и высоко оценивал его игровые качества. 3 ноября 1956 года в матче с «Порт Вейлом» оформил за 4 минуты один из самых быстрых хет-триков — «Ливерпуль» выиграл матч со счётом 4:1. Всего за «красных» в течение семи сезонов сыграл во всех турнирах 177 матчей и забил 23 гола. В 1963 году перешёл в «Нью-Брайтон», в котором также был и играющим тренером.

### Карьера в сборной
2 октября 1954 года сыграл за сборную Англии единственный матч против сборной Северной Ирландии — Англия выиграла матч со счётом 2:0.

### Тренерская карьера
С 1963 по 1969 года работал ассистентом главного тренера «Бери».

### Смерть
Скончался 16 ноября 2019 года в возрасте 91 года.